# SCリアルティプライベート投資法人
SCリアルティプライベート投資法人（エスシーリアルティプライベートとうしほうじん）は、東京都中央区にある投資法人（私募リート）。スポンサーは住友商事グループ。

## 概要
住友商事グループの私募リートとして2014年に設立された。資産運用会社は住商リアルティ・マネジメント株式会社。
総合型リートであり、投資対象は、オフィスビル、商業施設、物流施設、住居系施設、及びホテルである。

## 沿革
- 2014年（平成26年）7月22日 - 設立企画人（住商リアルティ・マネジメント株式会社）による投信法第69条第1項に基づく設立に係る届出
- 2014年（平成26年）8月1日 - 投信法第166条に基づく本投資法人の設立の登記、本投資法人の成立
- 2014年（平成26年）8月12日 - 投信法第188条に基づく本投資法人の登録の申請
- 2014年（平成26年）8月25日 - 内閣総理大臣による投信法第187条に基づく本投資法人の登録の実施（登録番号：関東財務局長第93号）[3]
- 2015年（平成27年）1月9日 - 運用開始[2]

## ポートフォリオ
主な所有物件。
- 住友ビルディング
- クイーンズスクエア横浜
- 晴海アイランドトリトンスクエア オフィスタワーZ
- ショップチャンネル本社ビル
- ヤマダ電機横須賀店
- ラウンドワン入間店